# 一ノ瀬のどか
一ノ瀬 のどか（いちのせ のどか、1989年11月30日 - ）は、日本のAV女優。バンビプロモーション所属。

## 略歴
2022年4月、マドンナ専属女優としてAVデビュー。
専属出演は1本のみで、以降は企画単体女優として活動。

## 作品

### アダルトDVD
2022年
- お爺ちゃんお婆ちゃんが大好きな優しさ溢れる現役介護士の人妻 一ノ瀬のどか 32歳 AV DEBUT（4月26日、マドンナ）
- 顔出し解禁!! マジックミラー便 高級美容サロン勤務の美人エステティシャン 初めての睾丸マッサージ編 vol.02 8人全員SEXスペシャル!! キ●タマを丁寧に揉みほぐして見たことないほど勃起したチ○ポに思わず火照ってしまったびしょ濡れオマ○コにデカチン挿入!!（6月21日、ディープス）※「せいこ」名義
- 旦那直送貸し出し言いなり中出しドM妻（7月5日、パコパコ団とゆかいな仲間たち）※「のどか」名義、Blu-ray Disc版も同時発売
- 「汗っかきでゴメンなさい!そんなに見ないで」 恥じらい女子は汗の量が発情のサイン?（8月23日、Hunter）
- 『えっ?唇当たってませんか?』キスまで1cm! 吐息は既にボクの唇で感じてます! 美人エステティシャンがキス寸前のゼロ距離誘惑エステ!（9月13日、Hunter）
- 街角でスレンダーで目が大きくて可愛い奥さんにインタビューと偽り事務所に連れ込んで仕掛けたエロトリップでメ〜ロメロにして中出し性交!（11月20日、プラネットプラス）※「のどか」名義

### アダルトVR
- バイトの面接で通されたのは女子更衣室!? ボクがいるのに見せつけてくるように目の前で着替えをするバイト女子たちは、店長が来る前に何度も、次々にボクのチ○ポを味見SEX! しかし結局、女店長に見つかるも「面接より先にこっち(チ○ポ)の面接よね」と濃密面接!（2022年7月28日、Hunter）

### ネット配信
2022年
- 【初撮り】【強性欲】【美人人妻】旦那とは性欲格差があり、手に負えないからと旦那公認で不倫を許されている強性欲人妻が登場！旦那が匙を投げるほどの性欲とはいったい… ネットでAV応募→AV体験撮影 1841（5月28日、シロウトTV）※「のどか」名義
- 【激烈美クビレ】【我、プロのSEXを所望す】昨日も5回SEX!なラブラブで絶倫な旦那に物足りずAV応募!旦那よりカチカチなチ●コの濃厚な攻めに美麗スレンダーボディ震わせてイキまくる! at 神奈川大和市 大和駅前（5月28日、KANBi）※「のどか」名義